# Intelsat 15
Intelsat 15 (auch JCSAT-85) ist ein Fernsehsatellit des International Telecommunications Satellite Consortium (Intelsat) mit Sitz in Luxemburg.

## Missionsdaten
Er wurde von der Firma Orbital Sciences Corporation gebaut und am 30. November 2009 mit einer Zenit 3SLB von Baikonur aus ins All befördert. Seine Lebensdauer beträgt voraussichtlich 15 Jahre. Die eigentlich zweistufige Zenit-Rakete brachte den Satelliten zunächst auf eine niedrige Erdumlaufbahn und dann mit Hilfe mehrerer Zündungen der Oberstufe Block-DM-SLB in einen Geotransferorbit mit einer Bahnhöhe zwischen 10.133 und 35.773 Kilometern und einer Bahnneigung von 12,1°. Von dort aus gelangte der Satellit in den nächsten Tagen mit seinem eigenen Antrieb auf seine endgültige geostationäre Position bei 85° östlicher Länge.
Intelsat 15 ersetzt den acht Jahre vorher gestarteten Satellit Intelsat 709 und soll von seiner Position aus den mittleren Osten, Gebiete im Bereich des Indischen Ozeans sowie Russland mit Video- und Datendiensten versorgen. Dazu stehen ihm zwei ausklappbare Antennen mit je 2,3 Metern Durchmesser und eine auf dem Satelliten montierte Antenne mit 1,4 Metern Durchmesser, sowie 22 Ku-Band-Transponder mit Wanderfeldröhrenverstärkern mit einer 30-für-22-Redundanz zur Verfügung.
Fünf der 22 Transponder werden an den japanischen Satellitenbetreiber JSAT Corporation vermietet. Diese Nutzlast ist auch als JCSAT-85 bekannt.